# Distrito de Abim
Abim es un distrito de Uganda situado dentro de la región norteña del país mencionado. Su nombre proviene de la ciudad capital del distrito, la ciudad de Abim.
Según el censo realizado en el año 2014 su población total es de 107 966 personas. La mayoría de la población es cristiana con algunas minorías musulmanas. La gran mayoría de sus pobladores vive por debajo de la línea de pobreza.